# تام هادلستون
تام هادلستون(به انگلیسی: Tom Huddlestone) یک بازیکن سابق  فوتبال زادهٔ ۲۸ دسامبر ۱۹۸۶ در انگلستان است و تاکنون در تیمهای دربی کانتی، ولورهمپتون ، تاتنهام بازی کرده‌است و ۴ بازی ملی هم برای تیم ملی فوتبال انگلستان انجام داده‌است. 